# MotoGP Rookies Cup
La MotoGP Rookies Cup (conosciuta anche come: Red Bull MotoGP Rookies Cup e Red Bull Rookies Cup) è un campionato motociclistico di livello europeo ufficialmente riconosciuto dalla FIM. Si svolge annualmente, con il calendario delle gare che coincide con alcuni GP del motomondiale.

## Descrizione
La competizione viene organizzata, fin dalla sua istituzione nel 2007, dalla Dorna (la stessa società che organizza il motomondiale dal 1992) con il patrocinio della Red Bull ed il supporto tecnico della KTM, con la casa austriaca che, trattandosi di campionato mono-marca, fornisce le motociclette a tutti i partecipanti. Nelle prime sei stagioni venne utilizzata come motocicletta la KTM RC 125, poi sostituita a partire dal 2013 con la KTM RC 250 R.
Il campionato si svolge in abbinamento ad alcuni Gran Premi del motomondiale e si corre solo su circuiti europei. I piloti vengono selezionati dagli organizzatori del campionato tramite selezioni comparative e devono avere un'età compresa tra i 13 ed i 18 anni. La finalità del campionato è quella di avvicinare i giovani piloti alle gare internazionali, con la possibilità di mettersi in luce per correre nel motomondiale.
Nel 2008, parallelamente alla MotoGP Rookies Cup corsa in Europa, venne istituita anche la AMA U.S. Rookies Cup che si disputava su circuiti statunitensi ma che dopo una sola stagione di corse venne chiusa dalla Red Bull (che finanziava anche la serie in terra statunitense) a causa della crisi economica.
Il primo vincitore del campionato è stato il pilota francese Johann Zarco, anche se ha dovuto attendere il 2009 per fare il suo esordio nel motomondiale. Sorte peggiore è toccata agli statunitensi JD Beach e Jacob Gagne, vincitori della Rookies Cup nel 2008 e nel 2010, che non hanno avuto possibilità di correre come piloti titolari nel motomondiale (per loro solo sporadiche partecipazioni come wild card). Caso particolare quello di Jakub Kornfeil, che dopo aver vinto questo campionato nel 2009, ha avuto subito, nella stessa stagione agonistica, l'opportunità di correre nel motomondiale (esordisce nella classe 125 del motomondiale nel 2009 con la Loncin, correndo gli ultimi cinque Gran Premi in sostituzione di Alexis Masbou). Lorenzo Baldassarri, vincitore nel 2011, è stato l'unico pilota ad aver difeso il titolo non cambiando campionato, non riuscendo però a confermarsi campione nel 2012 (chiuse ottavo con 101 punti ed una vittoria stagionale). Fatta eccezione per i due casi dei piloti statunitensi già citati, tutti gli altri vincitori della Rookies Cup hanno sempre trovato un ingaggio per correre come piloti titolari nel motomondiale.

## Albo d'oro
| Anno | Pilota              | Punti | Motocicletta |
| ---- | ------------------- | ----- | ------------ |
| 2007 | Johann Zarco        | 159   | KTM RC 125   |
| 2008 | JD Beach            | 149   | KTM RC 125   |
| 2009 | Jakub Kornfeil      | 132   | KTM RC 125   |
| 2010 | Jake Gagne          | 170   | KTM RC 125   |
| 2011 | Lorenzo Baldassarri | 208   | KTM RC 125   |
| 2012 | Florian Alt         | 233   | KTM RC 125   |
| 2013 | Karel Hanika        | 235   | KTM RC 250 R |
| 2014 | Jorge Martín        | 254   | KTM RC 250 R |
| 2015 | Bo Bendsneyder      | 243   | KTM RC 250 R |
| 2016 | Ayumu Sasaki        | 250   | KTM RC 250 R |
| 2017 | Kazuki Masaki       | 194   | KTM RC 250 R |
| 2018 | Can Öncü            | 235   | KTM RC 250 R |
| 2019 | Carlos Tatay        | 194   | KTM RC 250 R |
| 2020 | Pedro Acosta        | 214   | KTM RC 250 R |
| 2021 | David Alonso        | 248   | KTM RC 250 R |
| 2022 | José Antonio Rueda  | 224   | KTM RC 250 R |
| 2023 | Ángel Piqueras      | 318   | KTM RC 250 R |
| 2024 | Álvaro Carpe        | 232   | KTM RC 250 R |